# Odontología CAD/CAM

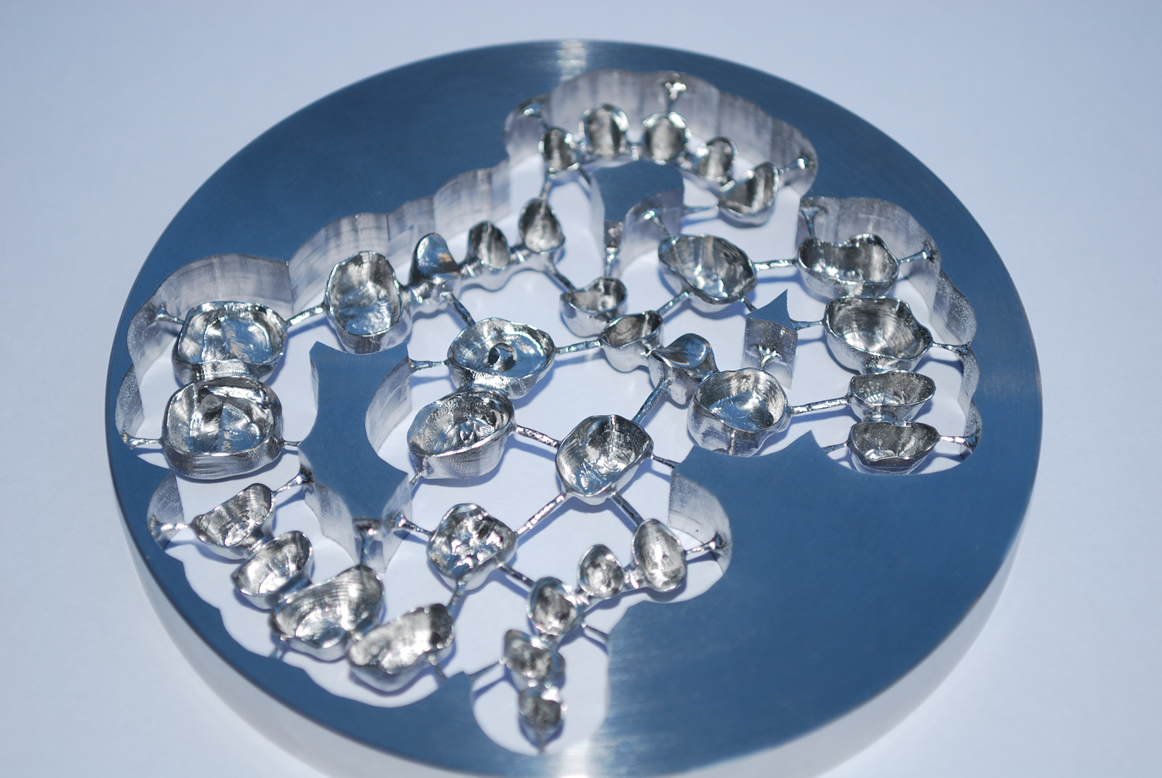
Chrome-Disco de cobalto con puentes y coronas fabricado con WorkNC Dental CAD/CAM

La odontología CAD/CAM es un sector de odontología y Prótesis dental utilizando CAD/CAM (diseño asistido por ordenador y fabricación asistida por ordenador) para mejorar el diseño y creación de restauraciones dentales, especialmente prótesis dentales, incluyendo coronas, la corona pone, Carillas estéticas, inlays y onlays,  puentes fijos, restauraciones de implante dental, dentaduras (desmontables o Prótesis fija (dental)), y orthodontic electrodomésticos. CAD/CAM complementa las tecnologías más tempranas utilizadas para estos propósitos por cualquier combinación para mejorar la velocidad de diseño y creación; aumentando la comodidad o simplicidad del diseño, creación, y procesos de inserción; y haciendo posible restauraciones y electrodomésticos que de lo contrario habría sido inviable. Otros objetivos incluyen reducir coste de unidad y haciendo electrodomésticos y restauraciones asequibles que de lo contrario habría sido de coste prohibitivo. Aun así, para datar, CAD/CAM en la consulta del dentista a menudo implica tiempo extra en la parte del dentista, y el coste es a menudo al menos dos tiempo más alto que para tratamientos reconstituyentes convencionales que utilizan servicios de laboratorio. CAD/CAM es una  de las altamente competente tecnologías del laboratorio dental.
Como otro CAD/CAM sectores, la odontología CAD/CAM utiliza procesos subtractivos (como CNC fresando) y procesos aditivos (como 3D impresión) para producir casos físicos de modelos 3D.

## Historia
A pesar de que la odontología CAD/CAM estuvo utilizado durante la mitad de los años 80, los esfuerzos tempranos estuvieron considerados una novedad pesada , requiriendo una excesiva cantidad de tiempo para producir un producto viable. Esta ineficacia impidió su uso dentro de oficinas dentales y lo limitó al uso dentro de laboratorios dentales. Tan complementarias técnicas, software, y los materiales mejoraron, el uso en la consulta del dentista de CAD/CAM (uso dentro de cirugías de oficinas/dentales) aumentó. Por ejemplo, la comercialización de Cerec por Sirona hizo CAD/CAM disponible a dentistas quién anteriormente no tenían posibilidades para utilizarlo.
El artículo CEREC CAD/CAM en Dentistry captura de Dato de disertación original que estabiliza dispositivo para el CEREC CAD/CAM chairside el cámara plenamente explica todo pros y cons del sistema y está detallado en (materiales, software, hardware, etc.).

## Diferencia con restauración dental convencional
La restauración CAD/CAM en la consulta del dentista difiere de odontología convencional en aquella la prótesis es típicamente fijada o pegada el mismo día. Prótesis convencional, como coronas temporales colocadas de uno a varias semanas mientras un laboratorio dental o laboratorio en sitio produce la restauración. Los pacientes vuelven más tarde para sacar las temporales y la corona hecha en el laboratorio está fijada en sitio. Un sistema CAD/CAM en sitio habilita el dentista para crear inlay en tan poco como una hora en algunos casos. Las carillas Bonded veneer CAD/CAM restauraciones de  son más conservadoras en su preparación del diente. Cuando la vinculación es más eficaz encima esmalte de diente que el subyacente dentin, el cuidado está tomado no para sacar la capa de esmalte. Aun así servicio de un día es un beneficio  que es típicamente reclamado por los dentistas que ofrecen chairside CAD/CAM servicios, el tiempo del dentista es generalmente el doble y el coste también.

## Proceso

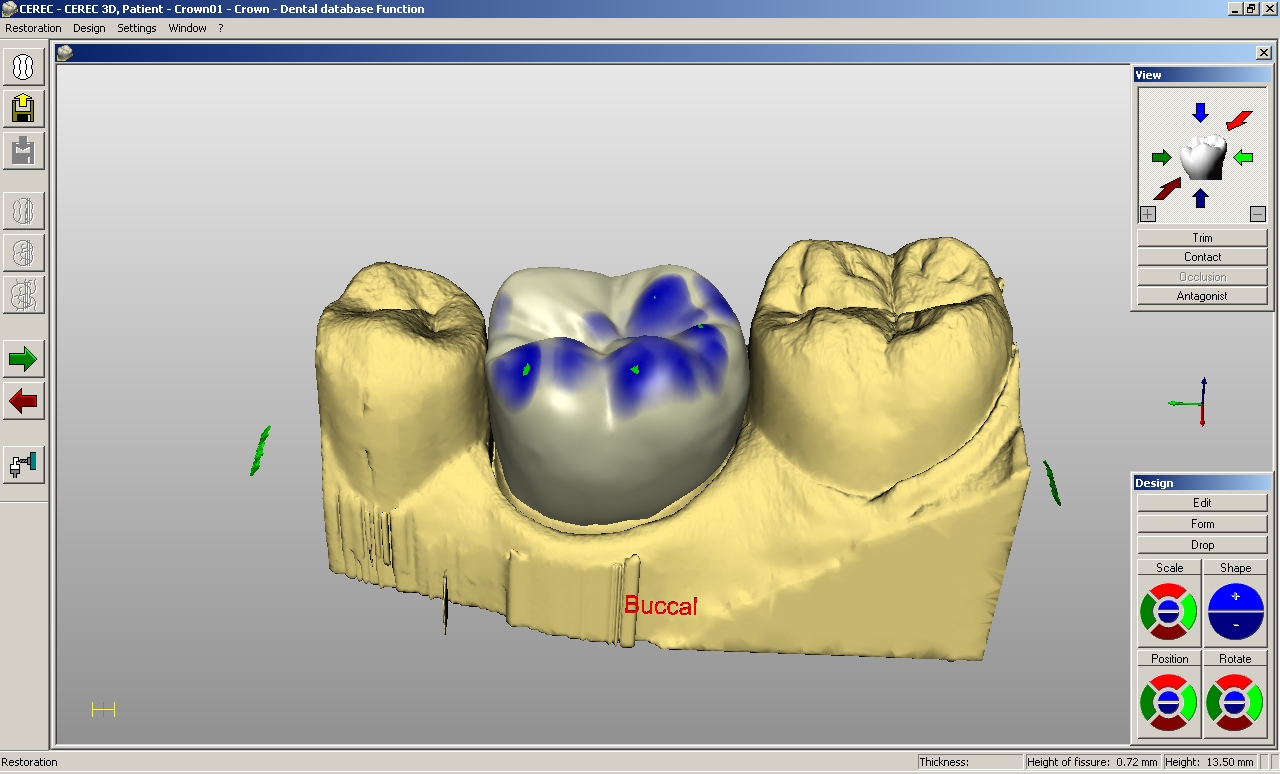

Típicamente CAD/CAM las restauraciones dentales están fresadas de bloques sólidos de cerámicos o composite resina que estrechamente emparejar la sombra básica del diente restaurado. Aleaciones de metal también pueden ser fresadas o digitalmente produjo.
Después de áreas deterioradas o rotas del diente están corregidas por el dentista, una imagen (escáner) está tomado del diente preparado y los dientes circundantes. Esta imagen, llamó una impresión digital, dibuja el dato a un ordenador.  El software propietario entonces crea una parte de sustitución para las áreas desaparecidas del diente, creando una restauración virtual.  Esto se apellida ingeniería inversa. El software envía este dato virtual a una máquina de fresar donde la parte de sustitución es carved fuera de un bloque sólido de cerámico o composite resina. Manchas y barniza está despedido a las superficies de la corona cerámica fresada o puente para corregir el aspecto monocromático de la restauración.  La restauración es entonces ajustada en la boca del paciente y pegada o fijada en sitio.
Cuando en otros sectores, la fabricación aditiva (3D impresión) primero introducida como odontología CAD/CAM en la forma de experimentos de laboratorio, pero su uso ha desde entonces se expandió; y el uso en la consulta, a pesar de que no todavía extendido, está adelantando.
Las tecnologías CAD/CAM en odontología son principalmente utilizadas por orthopedic dentistas, pero nuevamente desarrolló el software adelantado deja ambos orthopedic cirujanos y implantólogos pueden disfrutar de opciones sofisticadas como la creación de pilares personalizados. Los nuevo conceptos de software de implantología integrada  también puede planificar y colocar sus implantes precisamente utilizando una guía quirúrgica. Combinando CAD/CAM software de  con imágenes 3D de sistemas 3D significa más grande seguridad  cualquiera intervención quirúrgical.

## Lista de CAD/CAM productos de software dental
- Deltaface, CAD/CAM software para laboratorios, creación de base virtual y optimización de modelos 3D dentales para impresión 3D.
- MEDIT, Identica escáner, 3D escáner dental.
- 3Forma 3#D escáneres y CAD/software de CAM para laboratorios, TRÍOS intraoral escáner y software para dentistas, X1 CBCT escáner, 3Ortodoncia de Forma, 3Implante de Forma Estudio
- DentalCAM v8, vhf, Software CAM abierto.
- imes-icore, CORiTEC iCAM V4.6, Completamente sistema de CAM abierta
- ISUS, CAD/marcos de metal de la CAM en Chrome-cobalto y Titanio
- exocad GmbH, OEM, abierto-arquitectura CAD/software de CAM para dentistas y técnicos dentales, DentalCAD, dentalshare, ChairsideCAD, PartialCAD, exoPLAN, exoSCAN, etc.
- CEREC, InLab software y hardware para fabricar coronas, veneers, onlays y inlays chairside o en el laboratorio dental que utiliza   tipos diferentes de material cerámico.
- ARRIBA3D DENTAL, Escáner, Dental CAD, CAM Dental, fabricación, total dental cad/cam proveedor de solución
- Delcam Soluciones dentales, para el diseño y fabricación de copings y marcos de puente, incluyendo coronas llenas, abutments, barras dentales, inlays y onlays, y puentes de implante.
- VA2dental CAD/sistemas de CAM, de una compañía que empezado en CAM de diseño asistida por ordenador mecánica industrial para la fabricación de cualquier tipo de restauraciones dentales.
- Renishaw plc CAD/Sistemas de CAM, de una compañía que empezado en metrología industrial con patentó sondas.
- SUMA3D Dental de CIMsystem solución de CAM Dental, para la fabricación de cualquier clase de restauraciones dentales.
- MillBox De CIMsystem solución de CAM Dental, para la fabricación de cualquier clase de restauraciones dentales.
- WorkNC Dental de Sescoi, CAD/CAM para automático machining de prosthetic electrodomésticos, implantes, puentes o estructuras dentales.[9]